# Dorsum Gast
Dorsum Gast – grzbiet na powierzchni Księżyca  o długości około 60 km. Znajduje się na współrzędnych selenograficznych ☾ 31,0°N 39,0°W/31,000000 -39,000000. Dorsum Gast znajduje się na obszarze Mare Serenitatis.
Nazwa grzbietu została nadana w 1973 roku przez Międzynarodową Unię Astronomiczną i pochodzi od Paula Gasta (1930-1973), amerykańskiego geochemika i geologa.